# Santa María Obispo
Santa María Obispo är en ort i Mexiko.   Den ligger i kommunen San Juan Bautista Tuxtepec och delstaten Oaxaca, i den sydöstra delen av landet, 400 km öster om huvudstaden Mexico City. Santa María Obispo ligger 35 meter över havet och antalet invånare är 954.
Terrängen runt Santa María Obispo är platt. Runt Santa María Obispo är det ganska tätbefolkat, med 86 invånare per kvadratkilometer. Närmaste större samhälle är Tuxtepec, 14,0 km nordväst om Santa María Obispo. Omgivningarna runt Santa María Obispo är en mosaik av jordbruksmark och naturlig växtlighet.